# Heinrich Diederichsen

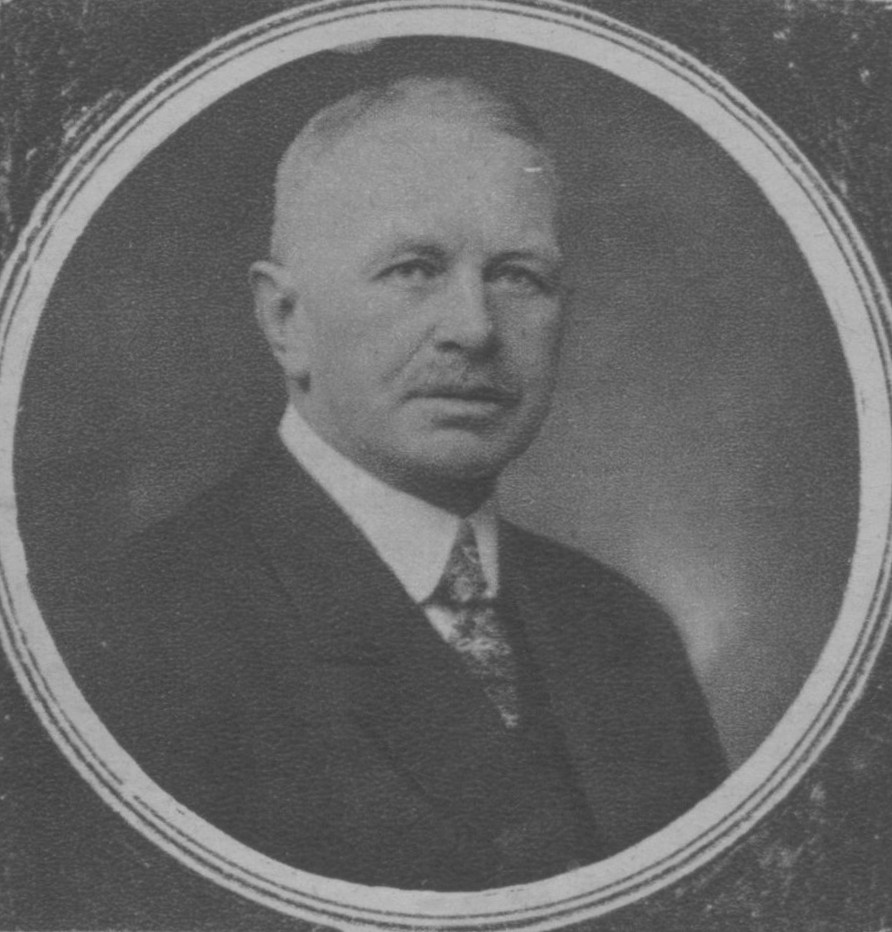
Heinrich Diederichsen, um 1918

Carl Heinrich Wilhelm Theodor Diederichsen (* 1. Juli 1865 in Kiel; † 20. April 1942 in Hamburg) war ein deutscher Reeder und Werftbesitzer. 

## Leben und Wirken

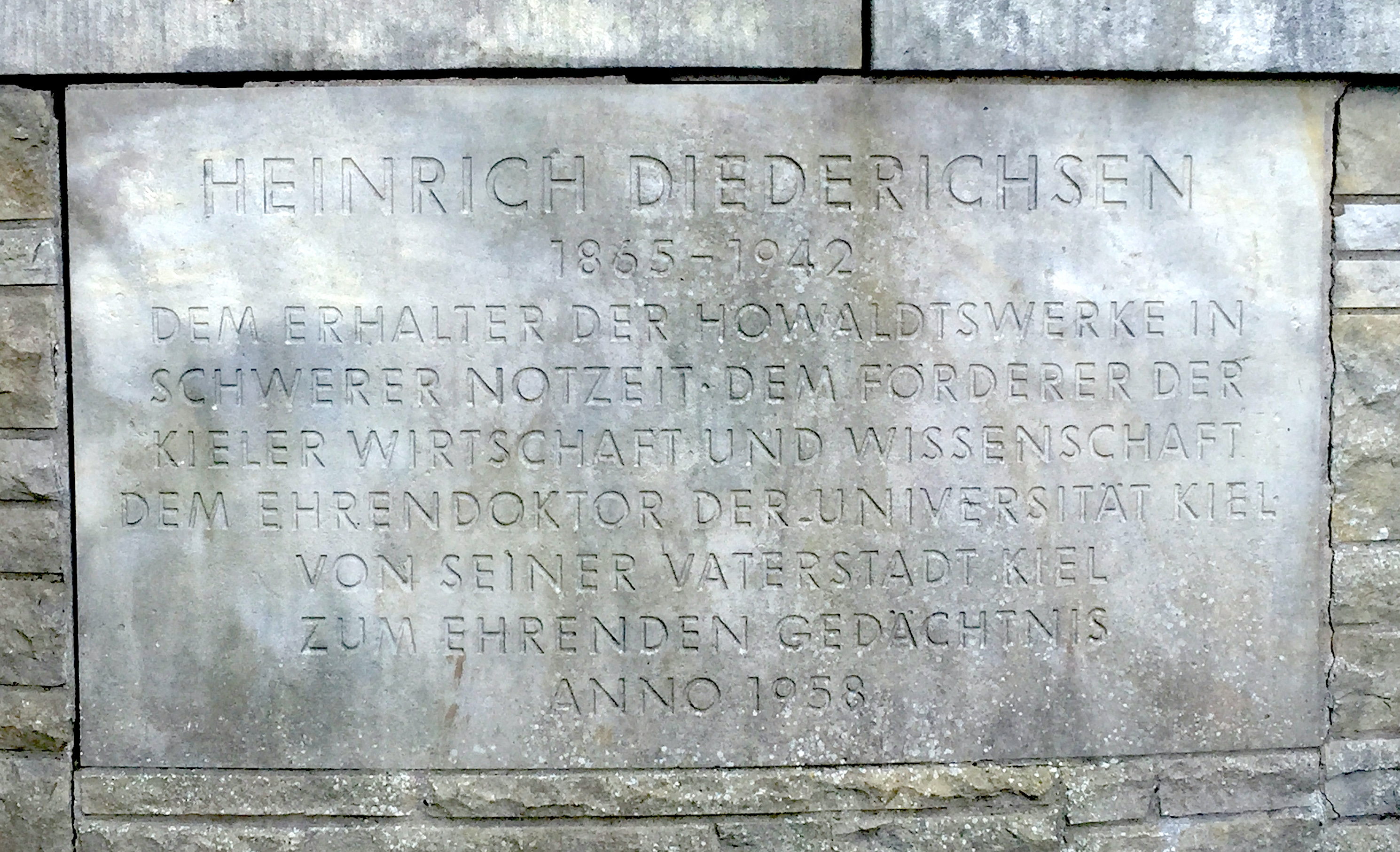
Gedenktafel im Diederichsenpark

Die Familie Diederichsen lebte seit Beginn des 18. Jahrhunderts, in dem am 12. April 1709 Jacob Diederichsen das Bürgerrecht erworben hatte, in Kiel. Die vorherigen drei Generationen hatten dort als Deputierte oder Stadtverordnete gewirkt. Heinrich Diederichsen war der Sohn eines gleichnamigen Kaufmanns (1813–1899). Er besuchte die Kieler Gelehrtenschule und absolvierte von 1881 bis 1884 eine kaufmännische Ausbildung in Hamburg. Danach diente er bis 1885 als Einjährig-Freiwilliger im Infanterie-Regiment „Herzog von Holstein“ und schloss seine kaufmännische Ausbildung im Ausland ab.

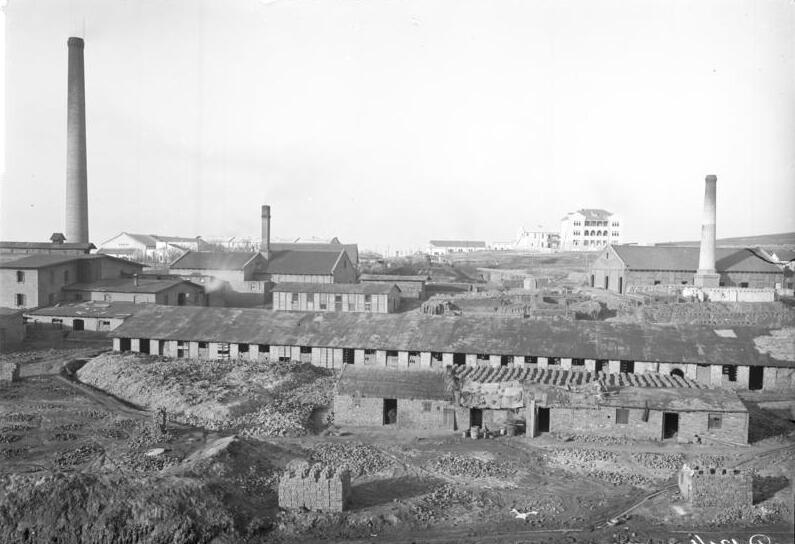
Ziegelei H. Diederichsen & Co. in Tsingtau (1910)

1888 heiratete Diederichsen Dorothea (Thea) Lehmann (1867–1941), mit der er keine Kinder hatte. Im selben Jahr übernahm er die Firma H. Diederichsen zu Kiel, die sein Vater 1837 gegründet hatte. Diederichsen eröffnete eine bedeutende Reederei, die vom schnell wachsenden Handel mit Ostasien profitierte. 1899 gründete er in Hongkong die Firma Diederichsen, Jebsen und Co., danach in Tsingtau das Unternehmen H. Diederichsen & Co. Der erfolgreiche Handel mit Ostasien kam mit dem Ausbruch des Ersten Weltkriegs zum Erliegen.
Von 1903 bis 1913 war er Konsul des Russischen Kaiserreichs in Kiel. Sein Konsulatsbezirk umfasste den südlichen Teil der preußischen Provinz Schleswig-Holstein mit Ausnahme des Kreises Herzogtum Lauenburg.
1900 übernahm Diederichsen Anteile an der brasilianischen Firma Theodor Wille & Co., die der mit den Diederichsens verschwägerte, ebenfalls aus Kiel stammende Kaufmann Theodor Wille (* 1818 in Kiel; † 1892 in Hamburg, beigesetzt in Kiel) aufgebaut hatte und an der sein Bruder Gustav, der 1924 verstarb, maßgebliche Anteile hatte. Er führte deren Geschäfte danach als alleiniger Inhaber fort und macht aus der Firma einen der größten Kaffee-Exporteure der Welt. 1931 benannte er das Unternehmen, das Geschäftsstellen in São Paulo, Santos, Rio de Janeiro, Vitória, New York und New Orleans hatte, in Theodor Wille y Cia, Ltda. um. Bei Ausbruch des Zweiten Weltkriegs transportierten Schiffe der Firma jährlich ungefähr 2.375.000 Sack Kaffee. Dies entsprach 14 % der insgesamt aus Brasilien exportierten Kaffeebohnen. Als Aufsichtsratsvorsitzender der Hamburg Südamerikanischen Dampfschifffahrts-Gesellschaft beeinflusste er deren Geschäfte mit Südamerika maßgeblich. 1926 übernahm er die Kieler Howaldtswerke AG, die sich in einer schweren wirtschaftlichen Krise befanden, und verkaufte diese 1937 an die Deutsche Werke AG.

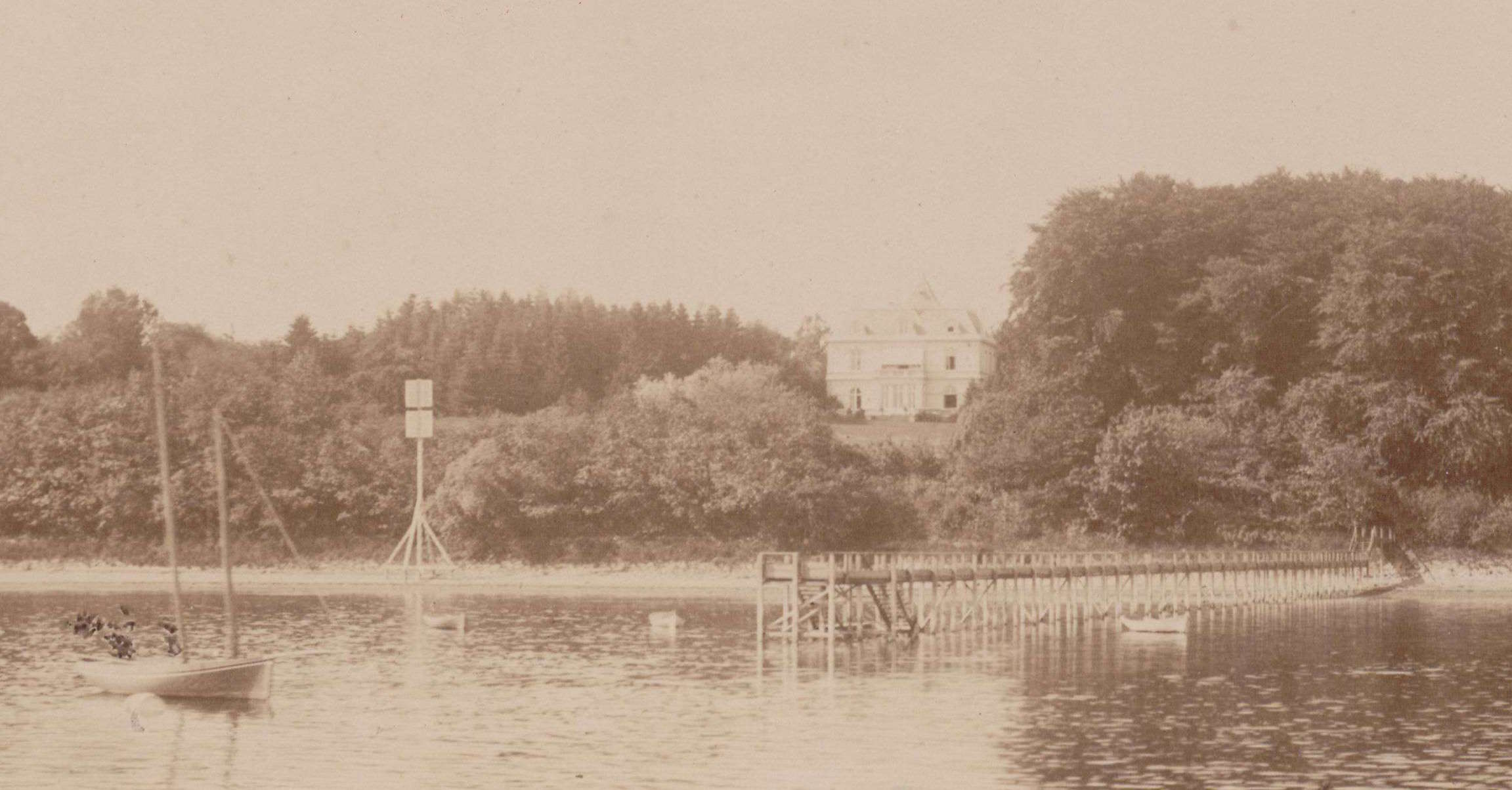
Villa Forsteck

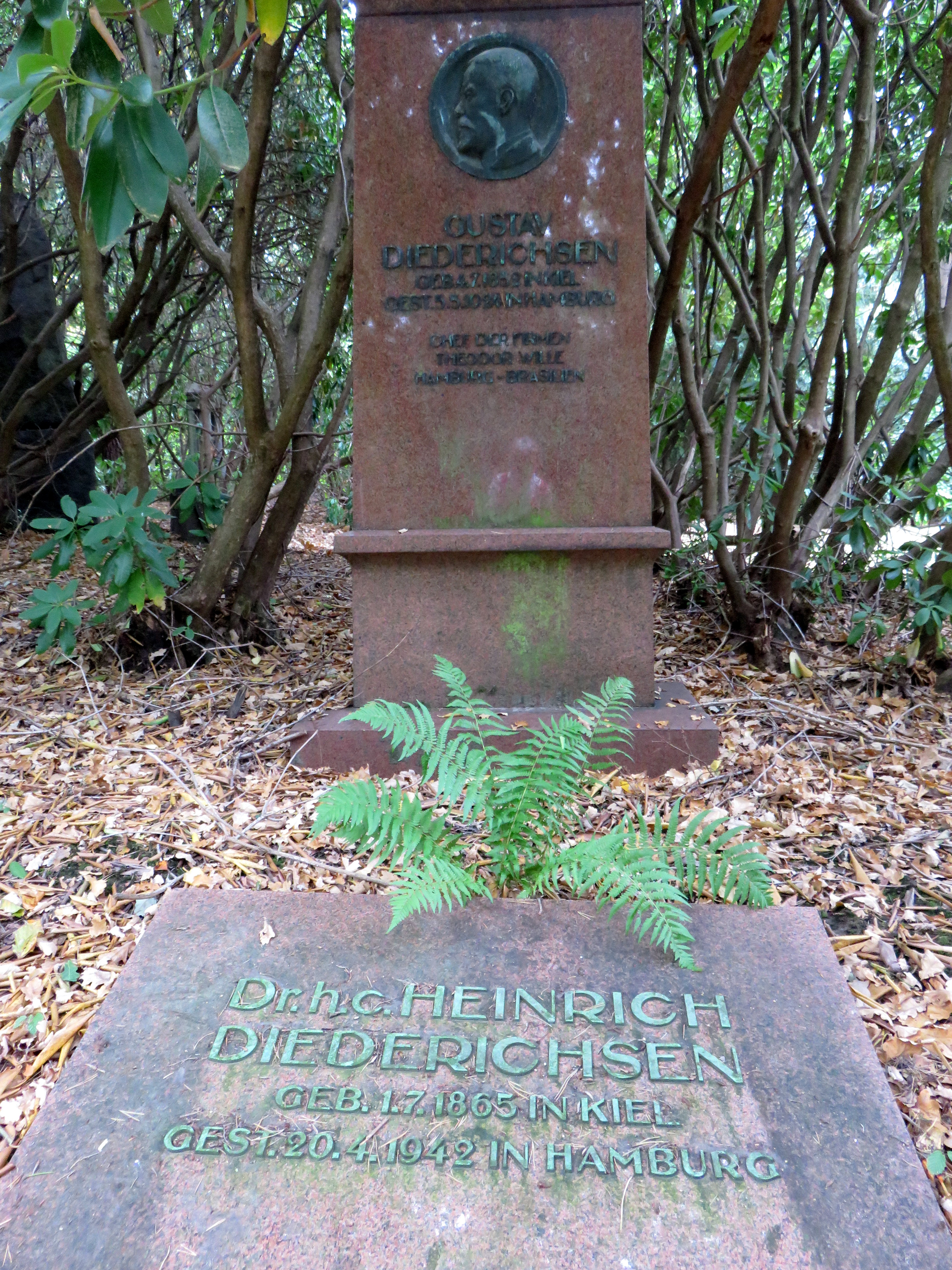
Grabplatte Heinrich Diederichsen auf dem Friedhof Ohlsdorf

1907 rief Diederichsen die „Thea-Diederichsen-Stiftung“ ins Leben. Aus der chirurgisch-orthopädischen Kinderklinik entwickelte sich eine bedeutende Forschungs- und Lehreinrichtung der Universität Kiel. Außerdem unterstützte er fast 25 Jahre als Präsident der Gesellschaft zur Förderung des Instituts für Weltwirtschaft und Seeverkehr maßgeblich die Entwicklung des Instituts. Dabei arbeitete er eng mit Bernhard Harms zusammen. 1934 trat er aus Protest gegen den erzwungenen Rücktritt von Harms und Max Warburg aus dem Vorstand ebenfalls zurück.
Diederichsen, der in Hamburg häufig Geschäftsbeziehungen pflegte, lebte bis zum Tod 1942 im Haus „Forsteck“ im Kieler Diederichsenpark.
Heinrich Diederichsen wurde im Bereich der Familiengrabstätte Gustav Diederichsen auf dem Ohlsdorfer Friedhof in Hamburg im Planquadrat Z 10 südwestlich vom Nordteich beigesetzt.

## Ehrungen
Die Universität Kiel verlieh Diederichsen zwei Ehrendoktor-Würden: 1918 den Dr. rer. pol. honoris causa für die Förderung des Instituts für Weltwirtschaft und 1930 die Ehrendoktorwürde der medizinischen Fakultät.
Er war Träger des Eisernen Kreuzes am weiß-schwarzen Band zweiter Klasse, des Preußischen Kronen-Ordens zweiter Klasse und des Kaiserlich Russischen St.-Stanislausordens 2. Klasse.